# STS-115
STS-115 var en rymdfärd som genomfördes mellan 9 september och 21 september 2006. Uppdraget var det 116:e NASA:s rymdfärjeprogram och den 27:e i ordningen för rymdfärjan Atlantis. Den sköts upp från Pad 39B vid Kennedy Space Center i Florida den 9 september 2006. Efter nästan tolv dagar i omloppsbana runt jorden återinträdde rymdfärjan i jordens atmosfär och landade vid Kennedy Space Center.

## Start och landning
Starten, som hade planerats till den 27 augusti 2006 (men inställdes på grund av orkanen Ernesto), skedde klockan 11:15 lokal tid 9 september 2006 från Pad 39B vid Kennedy Space Center i Florida.
Landningen skedde 283 timmar senare, den 21 september kl 06:21 lokal tid.

## Uppdragets mål
Uppdragets huvuduppgift var att installera en sektion av rymdstationen ISS:s "ryggrad", kallad Truss P3/P4, ett par stora solpaneler samt batterier. Tre rymdpromenader genomfördes.

## Besättning
1. Brent W. Jett (4), befälhavare.
2. Christopher Ferguson (1), pilot.
3. Joseph R. Tanner (4), uppdragsspecialist.
4. Daniel C. Burbank (2), uppdragsspecialist.
5. Steven MacLean (2), uppdragsspecialist.
6. Heidemarie M. Stefanyshyn-Piper (1), uppdragsspecialist.

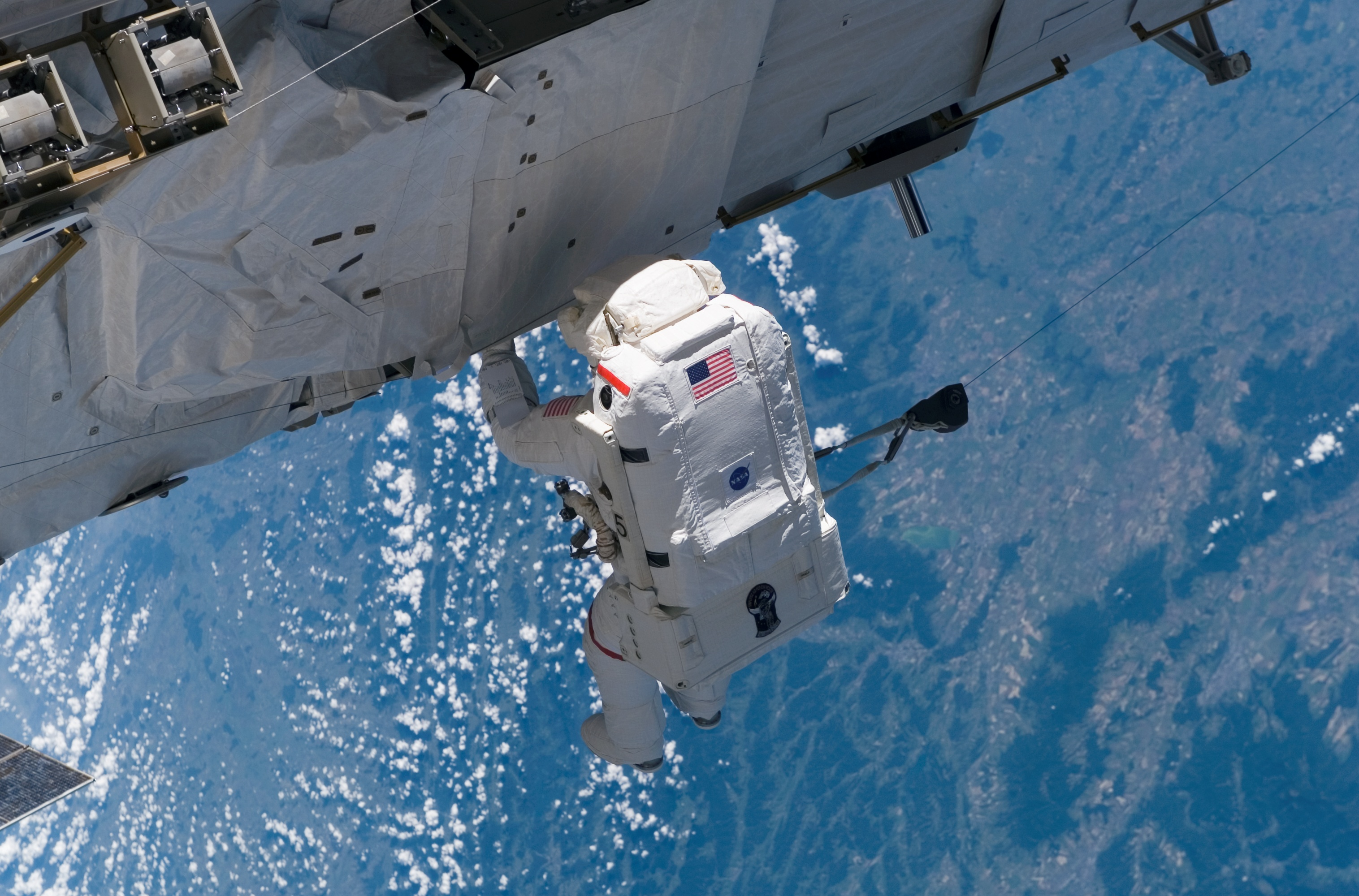
Joseph Tanner ute på uppdrag

## Väckningar
Under Geminiprogrammet började NASA spela musik för besättningar och sedan Apollo 15 har man varje "morgon" väckt besättningen med ett särskilt musikstycke, särskilt utvalt antingen för en enskild astronaut eller för de förhållanden som råder.
| Dag | Låt                       | Artist/Kompositör         | Spelad för                   | Länk    |
| --- | ------------------------- | ------------------------- | ---------------------------- | ------- |
| 2   | "Moon River"              | Audrey Hepburn            | Brent Jett                   | wav mp3 |
| 3   | "cello & double bass"     | Daniel Burbank's children | Daniel Burbank               | wav mp3 |
| 4   | "My Friendly Epistle"     | Taras Shevchenko          | Heidemarie Stefanyshyn-Piper | wav mp3 |
| 5   | "Takin' Care of Business" | Bachman-Turner Overdrive  | Steven MacLean               | wav mp3 |
| 6   | "Wipe Out"                | The Surfaris              | Chris Ferguson               | wav mp3 |
| 7   | "Hotel California"        | The Eagles                | Joseph Tanner                | wav mp3 |
| 8   | "Twelve Volt Man"         | Jimmy Buffett             | Daniel Burbank               | wav mp3 |
| 9   | "Danger Zone"             | Kenny Loggins             | Chris Ferguson               | wav mp3 |
| 10  | "Rocky Mountain High"     | John Denver               | Joseph Tanner                | wav mp3 |
| 11  | "Ne Partez Pas Sans Moi"  | Celine Dion               | Steven MacLean               | wav mp3 |
| 12  | "Beautiful Day"           | U2                        | Heidemarie Stefanyshyn-Piper | wav mp3 |
| 13  | "WWOZ"                    | Better Than Ezra          | Brent Jett                   | wav mp3 |